# 第6回ボストン・オンライン映画批評家協会賞
第6回ボストン・オンライン映画批評家協会賞は2017年の映画を対象とした賞で、2017年12月9日に受賞者が発表された。

## 受賞一覧

### 作品トップ10
- 1位 『ゲット・アウト』（ジョーダン・ピール監督）
  - 2位 『フロリダ・プロジェクト 真夏の魔法』
  - 3位 『君の名前で僕を呼んで』
  - 4位 『レディ・バード』
  - 5位 『ファントム・スレッド』
  - 6位 『ダンケルク』
  - 7位 『シェイプ・オブ・ウォーター』
  - 8位 『スリー・ビルボード』
  - 9位 『A GHOST STORY ア・ゴースト・ストーリー』
  - 10位 『グッド・タイム』

### 監督賞
- ポール・トーマス・アンダーソン - 『ファントム・スレッド』

### 主演男優賞
- ティモシー・シャラメ - 『君の名前で僕を呼んで』

### 主演女優賞
- フランシス・マクドーマンド - 『スリー・ビルボード』

### 助演男優賞
- ウィレム・デフォー - 『フロリダ・プロジェクト 真夏の魔法』

### 助演女優賞
- ローリー・メトカーフ - 『レディ・バード』

### 脚本賞
- ジョーダン・ピール - 『ゲット・アウト』

### 撮影賞
- ロジャー・ディーキンス - 『ブレードランナー 2049』

### 編集賞
- リー・スミス - 『ダンケルク』

### 作曲賞
- アレクサンドル・デスプラ - 『シェイプ・オブ・ウォーター』
- ジョニー・グリーンウッド - 『ファントム・スレッド』

### アニメ映画賞
- 『リメンバー・ミー』

### 外国語映画賞
- 『最初に父が殺された』 カンボジア

### アンサンブル演技賞
- 『ゲット・アウト』

### ドキュメンタリー映画賞
- 『顔たち、ところどころ』